# آكلو السمك
آكلو السمك (باللاتينية: Ἰχθυοφάγοι) هو الاسم المعطى من قبل الجغرافيين القدماء للعديد من الشعوب التي تعيش في الساحل في أجزاء مختلفة من العالم ولا علاقة لها عرقيا.
- هيرودوت (كتاب 200 ق. م.) يذكر ثلاث قبائل من البابليين الذين كانوا فقط من آكلي السمك والكتاب الثالث 19 ق. م. يشير إلى آكلي السمك في أيثيوبيا (منطقة أعالي نهر النيل وجنوب الصحراء الكبرى وجنوب المحيط الأطلسي. أشار ديودور الصقلي وسترابو أيضا إلى أن الساحل الأفريقي للبحر الأحمر هو أيثيوبيا.
- بطليموس يتحدث عن آكلو الأسماك في سواحل الخليج العربي وساحل البحر الأحمر والساحل الغربي لأفريقيا وعلى ساحل الشرق الأقصى بالقرب من ميناء كاتيغارا بفيتنام حاليا.
- بلينيوس الأكبر يعلق بوجود مثل هؤلاء الناس على جزر في الخليج العربي.
- نيارخوس ذكر شواطئ جرداء من منطقتي جوادر وباسني في مكران ببلوشستان بباكستان. خلال المسيرة إلى الوطن للملك الإسكندر الأكبر فإن نيارخوس قاد الأسطول في بحر العرب على طول ساحل مكران وسجل أن المنطقة كانت جافة وجبلية ويقطنها آكلو السمك.[1]
- بوسانياس ذكر أنهم يسكنون على الساحل الغربي للبحر الأحمر.

أكد وجود مثل هذه القبائل السير ريتشارد فرانسيس برتون (جريدة المدينة المنورة، ص. 144).